# ジミー・ホリデイ
ジミー・ホリデイ（Jimmy Holiday、1934年7月24日 - 1987年2月15日）は、ミシシッピ州サリスに生まれ、アイオワ州アイオワシティで死去した、アメリカ合衆国のR&B歌手、ソングライター。
1960年代にエヴェレスト・レコード (Everest Records) に録音を残し、後にはニューオーリンズのレーベルであるミニット・レコードに移った。最初に吹き込んだ「How Can I Forget」は、1963年にR&Bチャートのトップ10入りを果たした。デビュー・アルバム『Turning Point』は、1966年に『ビルボード』誌のR&Bアルバム・チャート (Billboard R&B albums) で25位まで上昇した。
ホリデイの最もよく知られた作品は、ジャッキー・デシャノン、ランディ・マイヤーズ (Randy Myers) と共作した「恋をあなたに (Put a Little Love in Your Heart)」である。アメリカ合衆国においては、この曲はデシャノンにとってチャートにおける最大の成功作となり、1969年8月に『ビルボード』誌の Billboard Hot 100 チャートで最高4位、アダルト・コンテンポラリーで最高2位まで上昇した。南アフリカ共和国のヒット・パレードでは、首位に達した。
ホリデイは、1987年にアイオワシティで、心不全のために死去した。後には、3人の娘たち、シンガーソングライターでパフォーマーでもあるデビー・ホリデイ (Debby Holiday)、詩人ハーモニー・ホリデイ (Harmony Holiday)、サラ・ホリデイ (Sara Holiday) が遺された。

## ディスコグラフィ

### アルバム
- 1966: Turning Point (Minit Records)
- 1970: Spread Your Love (Minit Records)
- 1975: United Artists Music Publishing Group Present Songs of Jackie DeShannon, Jimmy Holiday, Eddie Reeves (United Artists Records)

### シングル
| 曲名                   | 年   | US | US R&B |
| ---------------------- | ---- | -- | ------ |
| "How Can I Forget"     | 1963 | 57 | 8      |
| "Baby I Love You"      | 1966 | 98 | 21     |
| "Everybody Needs Help" | 1967 |    | 36     |
| "Spread Your Love"     | 1968 |    | 35     |

## おもな提供作品
- 恋をあなたに / Put a Little Love in Your Heart - ジャッキー・デシャノン、1969年
- オール・アイ・エヴァー・ニード・イズ・ユー / All I Ever Need Is You - レイ・チャールズ、1971年